# Florence Nater

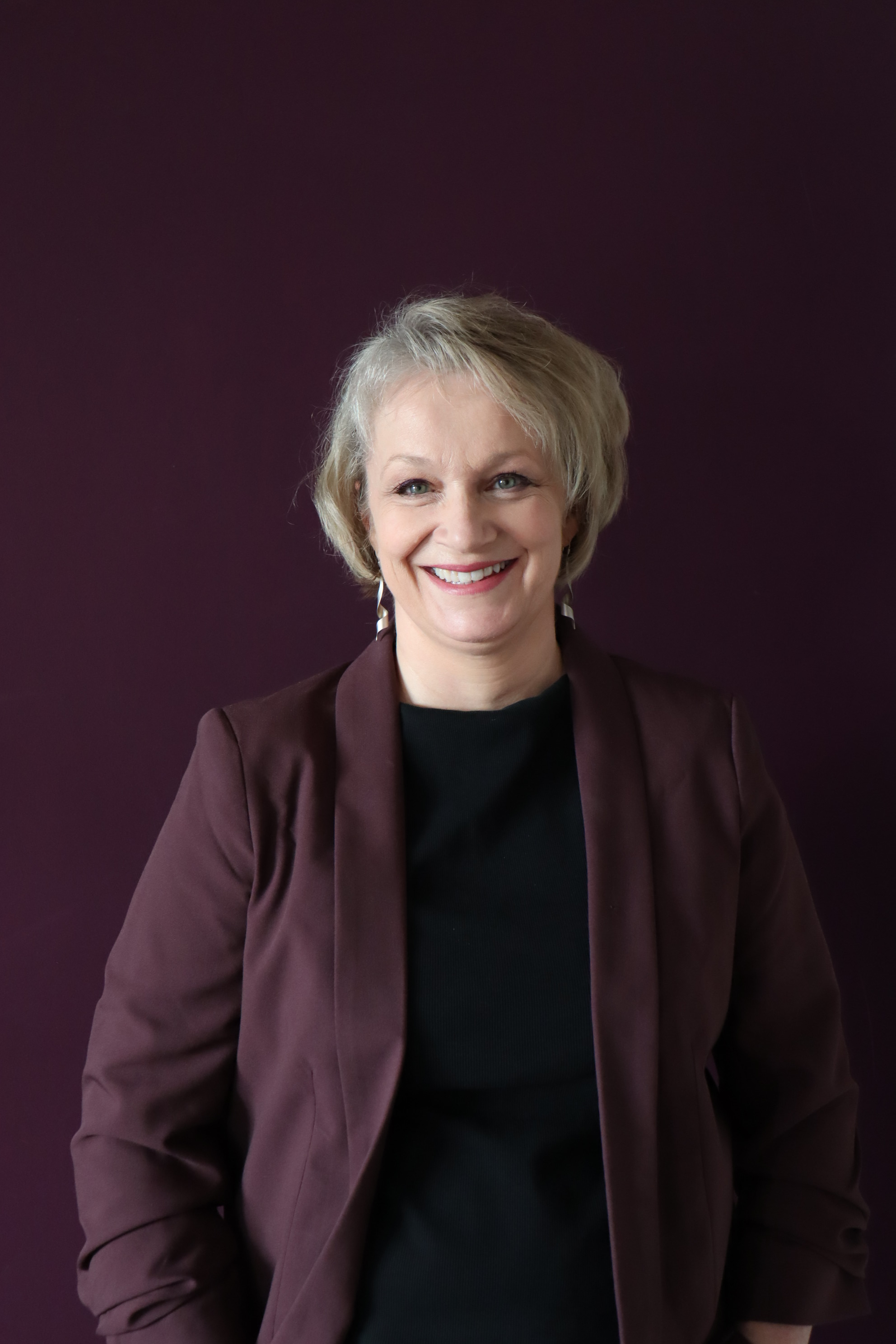
Florence Nater (2021)

Florence Nater (* 1969 in La Chaux-de-Fonds; Bürgerrecht von Chézard-Saint-Martin und Erlen TG) ist eine Politikerin (SP) aus dem Kanton Neuenburg. Seit 2021 ist sie Neuenburger Staatsrätin.

## Leben
Florence Nater kam in La Chaux-de-Fonds als Tochter eines Arbeiters in der Uhrenindustrie und einer Verkäuferin zur Welt und ist in St-Imier aufgewachsen. Sie hat das Bürgerrecht der neuenburgischen Gemeinde Chézard-Saint-Martin und von Erlen im Kanton Thurgau. Sie besuchte die Neuenburger Handelsschule und die École d’études sociales et pédagogiques in Lausanne, wo sie 1994 das Diplom für Soziale Arbeit erhielt.
Sie arbeitete beim Sozialdienst des freiburgischen Broyebezirks und anschliessend bei der Organisation Association neuchâteloise d’accueil et d’action psychiatrique. 2013 wurde sie zur Präsidentin der Westschweizer Dachorganisation der Vereine für die Unterstützung psychisch kranker Personen (Coordination romande des associations d’action pour la santé psychique) gewählt. Seit 2010 führte sie zudem die Organisation Forum Handicap Neuchâtel.
Sie lebt in Partnerschaft mit dem Allgemeinmediziner Albin Tzaut, mit dem sie zwei Töchter hat.

## Politik
Florence Nater ist seit 2001 Mitglied der Sozialdemokratischen Partei der Schweiz. 2003 wurde sie in den Gemeinderat von Corcelles-Cormondrèche gewählt, 2011 an ihrem neuen Wohnort Bevaix in den Conseil général und 2012 in den Gemeinderat. Bei der Tätigkeit in diesem Gremium war sie in den Prozess der regionalen Gemeindefusion zur neuen Gemeinde La Grande Béroche involviert.
2013 wurde sie in den Grossen Rat des Kantons Neuenburg gewählt und 2017 wiedergewählt. 2017 übernahm sie das Präsidium der sozialdemokratischen Partei des Kantons Neuenburg. Bei den Staatsratswahlen vom 18. April 2021, die erst im zweiten Wahlgang entschieden wurden, wählten die Stimmberechtigten Florence Nater neu in die Kantonsregierung, den Conseil d’État. Sie erreichte das drittbeste Resultat der fünf in die Regierung gewählten Personen. Bei den kantonalen Wahlen vom 23. März 2025 erzielte sie – nach Frédéric Mairy (ebenfalls SP) – das zweitbeste Resultat aller für den Staatsrat Kandidierenden und übertraf schon im ersten Wahlgang das absolute Mehr.
Florence Nater wurde am 24. Juni 2022 vom Stiftungsrat der ch Stiftung für eidgenössische Zusammenarbeit zu dessen neuen Präsidentin gewählt.